# Johann von Aldringen

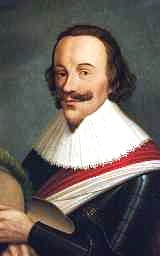
Johann von Aldringen

Johann von Aldringen, född 10 december 1588, död 22 juni 1634, var en kejserlig greve och fältherre.
Aldringen kom i krigstjänst 1606, utnämndes till överste 1622, och blev slutligen fältmarskalk. Aldringen utmärkte sig vid Dessau 1626 och i mantuanska tronföljdskriget 1630. Han blev efter Johann Tserclaes Tillys död överbefälhavare för ligans trupper, deltog i striderna vid Alte Veste 1632, och opererade sedan självständigt mot svenskarna i Bayern och Schwaben. Han var en av kejsarens förtroendemän vid Albrecht von Wallensteins avsättning, men medverkade ej vid hans död. Han stupade i försvaret av Landshut 1634. von Aldringen användes även i diplomatiska värv.